# G Киля
О звезде g Киля см. HD 80230

G Киля (G Car) — звезда в созвездии Киля. Это — жёлто-белый, спектрального класса F яркий гигант с видимым блеском +4.47, звезда удалена от Земли на 454 световых года.